# Robert Kerketta
Robert Kerketta SDB (ur. 22 października 1932 w Amadanga, zm. 22 grudnia 2018 w Tezpur) – indyjski duchowny rzymskokatolicki, salezjanin, w latach 1980–2007 biskup Tezpuru.

## Życiorys
Święcenia kapłańskie przyjął 11 lutego 1963. 21 maja 1970 został prekonizowany biskupem Dibrugarh. Sakrę biskupią otrzymał 18 października 1970. 24 października 1980 został mianowany biskupem Tezpuru. 3 grudnia 2007 przeszedł na emeryturę.